# 聖馬丁將軍縣 (科爾多瓦省)

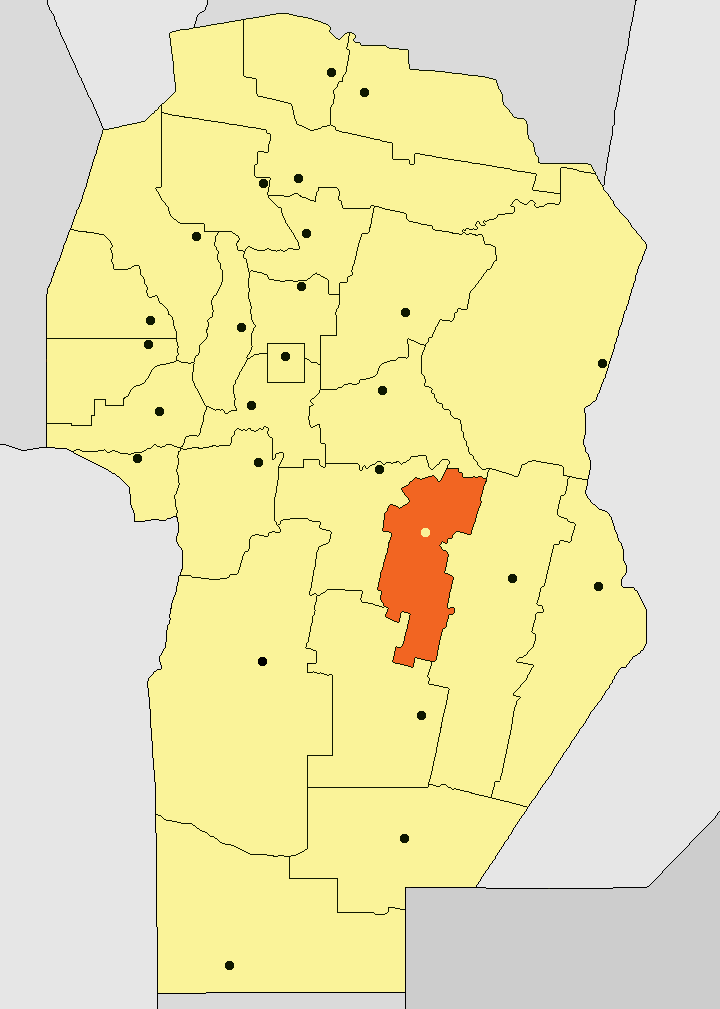

32°25′S 63°14′W / 32.417°S 63.233°W
聖馬丁將軍縣（西班牙語：Departamento General San Martín），是阿根廷的縣份，位於該國中部科爾多瓦省，首府是瑪麗亞鎮，面積5,006平方公里，2001年人口116,107，人口密度每平方公里23人。